# Јулија Табакова
Јулија Генадијевна Табакова (рус. Юлия Геннадьевна Табакова; Калуга, 1. мај 1980) је бивша руска атлетска, првакиња, репрезентативка и освајачица медаља на олимпијским играма и светском првенству. Такмичила се у спринтерским дисциплинама, а у репрезентацији је поред појединачног такмичења била и члан штафете 4 × 100 м.
После победе на Првенству Русије на отвореном 2003. на 100 м постаје репрезентативка у учествује на Светском првенству 2003. у Паризу. У трци на 100 метара завршава у полуфиналу као 14. резултатом 11,36. У трци штафета 4 × 100 м, штафета Русије у саставу: Олга Фјодорова, Јулија Табакова, Марина Кислова и Лариса Круглова и резултатом 42,66 је освојила бронзану медаљу.
Успешно почиње и 2004. годину. Победом на Првенству Русије у дворани у дисциплини трчања на 60 метара, резултатом 7,6 је поставила нови лични рекорд.
Исте године постиже и највећи успех у каријери освајањем сребрне медаље на Олимпијским играма у Атини. Медаљу је освојила са штафетом 4 × 100 м у саставу: Лариса Круглова, Ирина Кабарова, Јулија Табакова и Олга Фјодорова са 42,27.
Учествовала је и појединачно у трци на 100 м, где је завршила у полуфиналу као 14. (11,25).

## Лични рекорди
на отвореном
- 100 м — 11,10 (-0,5), Тула, 29. јул 2004.
- 200 м — 22,51 (+1,3), Тула, 31. јул 2004.

у дворани
- 60 м — 7,06, Москва, 17. фебруар 2004.
- 200 м — 23,05, Москва, 26. фебруар 2003.
- 300 м — 37,66, Јекатеринбург, 17. јануар 2004.